# Yūsuke Yoshizaki
Yūsuke Yoshizaki (japanisch 吉崎 雄亮 Yoshizaki Yūsuke; * 12. Juni 1981 in der Präfektur Shizuoka) ist ein ehemaliger japanischer Fußballspieler.

## Karriere
Yoshizaki erlernte das Fußballspielen in der Jugendmannschaft von Shimizu S-Pulse. Seinen ersten Vertrag unterschrieb er 2000 bei den Shimizu S-Pulse. Der Verein spielte in der höchsten Liga des Landes, der J1 League. 2002 wechselte er zum Zweitligisten Ventforet Kofu. Für den Verein absolvierte er 14 Ligaspiele. Ende 2002 beendete er seine Karriere als Fußballspieler.

## Erfolge
Shimizu S-Pulse
- Kaiserpokal

Sieger: 2001
Finalist: 2000